# يان نايت
يان نايت (بالإنجليزية: Ian Knight)‏ (26 أكتوبر 1966 في المملكة المتحدة - ) هو لاعب كرة قدم بريطاني في مركز الدفاع. شارك مع منتخب إنجلترا تحت 21 سنة لكرة القدم. أما مع النوادي، فقد لعب مع سكونثورب يونايتد وشيفيلد وينزداي وغريمسبي تاون ونادي بارنسلي ونادي كارلايل يونايتد وغرانتهام تاون ‏ ونادي بوسطن يونايتد.

## وصلات خارجية
- يان نايت على موقع قاعدة بيانات كرة القدم.إي يو (الإنجليزية)